# Litsea reticulata
Litsea reticulata (Meisn.) F. Muell. – gatunek rośliny z rodziny wawrzynowatych (Lauraceae Juss.). Występuje naturalnie w Australii (w stanach Queensland i Nowa Południowa Walia) oraz na Nowej Kaledonii. 

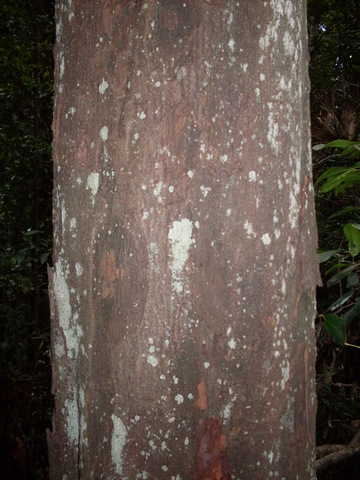
Pień gatunku

## Morfologia
PokrójZimozielone drzewo dorastające do 40 m wysokości.
LiścieNaprzemianległe. Mają kształt od podłużnie odwrotnie jajowatego do podłużnie eliptycznego. Mierzą 7–10 cm długości oraz 1,5–4 cm szerokości. Są nagie. Blaszka liściowa jest o ostrym wierzchołku. Ogonek liściowy jest nagi i dorasta do 5–10 mm długości.
KwiatySą niepozorne (mierzą 2,5 mm długości), jednopłciowe, zebrane baldachy przypominające grona, rozwijają się w kątach pędów. Podsadki są nagie.
OwoceOsiągają 13 mm długości, mają barwę od czarnej do purpurowej.

## Biologia i ekologia
Roślina dwupienna. Rośnie w wilgotnych lasach, na terenach nizinnych.